# Cornholme
Cornholme är en ort i civil parish Todmorden, i distriktet Calderdale, Storbritannien. Den ligger i grevskapet West Yorkshire och riksdelen England, i den centrala delen av landet, 280 km nordväst om huvudstaden London. Cornholme ligger 190 meter över havet och antalet invånare är 1 551. Cornholme var en civil parish 1894–1897 när blev den en del av Todmorden.
Terrängen runt Cornholme är huvudsakligen lite kuperad. Cornholme ligger nere i en dal.Runt Cornholme är det mycket tätbefolkat, med 1 313 invånare per kvadratkilometer. Närmaste större samhälle är Rochdale, 12,8 km söder om Cornholme. Omgivningarna runt Cornholme är en mosaik av jordbruksmark och naturlig växtlighet.